# 天主教永平教区
天主教永平（唐山）教区（Dioecesis Iompimensis）是天主教在中国河北省建立的一个重要教区。
1899年12月23日，从直隶北境代牧区中分出直隶东境代牧区（Apostolic Vicariate Ce-li orientalis），为荷兰遣使会传教区。1924年12月3日，以主教座堂所在地改名为永平代牧区（Apostolic Vicariate de Yungpingfu）。1946年4月11日，教廷在中国废除传教区体制，正式建立圣统制，于是设立正式的永平教区（Dioecesis Iompimensis），隶属于北京总教区。
永平教区辖卢龙、丰润、唐山等3个总堂和20个本堂，教友最多时达36078人。其中卢龙总堂辖山海关、秦皇岛、卢龙、台头营、顾家店子、建昌营、北港7本堂，教友9291人。
1933年（民国二十二年）3月至5月，长城抗战时期，已年近六旬的雷鸣远神父组织教友救护队亲任队长，到遵化洪山口及迁西喜峰口参加抢救伤兵救治工作。
永平教区的主教座堂设在永平府（卢龙县），后迁唐山市，又名唐山教区。1976年唐山大地震中，永平教区遭遇巨大损失。目前教区共有六万多名教友、34位司铎、50位圣母无染原罪传教会修女、一所老年公寓和天民综合诊所，重建了先后建成了46座新圣堂。

## 历任主教
- 武致中（Ernest François Geurts, C.M. ，1899年12月14日－1940年7月21日）
- 刘士杰（Eugenio Lebouille, C.M. ，1940年7月21日－1948年6月3日辞职）
- 和毓华（John Herrijgers, C.M. ）（1948年6月4日－）
- 刘景和（自选自圣，后得到与教宗共融）1981年12月20日－2008年荣休，2013年12月11日去世。[1]

- 方建平（2000年1月6日，在北京宣武门主教座堂由刘元仁主教主礼非法祝圣为唐山教区助理主教，后与教宗共融，2008年自动继任正权主教。后多次参加非法祝圣活动，并受到绝罚，但改过自新，又被接纳。）